# Torrente 2: Misión en Marbella
Torrente 2: misión en Marbella (lit. ‘Torrente 2: Missió a Marbella’) és la segona pel·lícula com a director de Santiago Segura, sent a més la segona part de Torrente, el brazo tonto de la ley (Torrente: El braç ximple de la llei). Va ser estrena l'any 2001. Va ser la pel·lícula més taquillera de la història del cinema espanyol, fins a ser superada per The Others, també va ser la pel·lícula amb major nombre de còpies de vídeo venudes, amb un gran acolliment popular però no de la crítica.

## Argument
Després de donar-se un tomb per la Costa del Sol, Torrente decideix instal·lar-se a Marbella (on, no sabem ben bé per què, se sent com a casa). Allà es dedica al que li pot agradar: defensar el ciutadà, vetllar pel compliment de la justícia i enganyar el major nombre d'innocents possible.
Entra en joc un poderós traficant d'armes embogit, Spinelli, que amenaça de destruir la ciutat si no li donen 2.000 milions de pessetes. Només un home pot salvar la ciutat, però en aquests moments estava rodant una altra pel·lícula. Així que tota la responsabilitat recau sobre el nostre heroi.

## Repartiment
| Intèrpret               | Paper               |
| ----------------------- | ------------------- |
| Santiago Segura         | José Luis Torrente  |
| Gabino Diego            | Cuco                |
| Tony Leblanc            | Mauricio Torrente   |
| José Luis Moreno        | Spinelli            |
| Inés Sastre             | Bella cantant       |
| Arturo Valls            | Fabiano             |
| Juanito Navarro         | Alcalde de Marbella |
| Eloi Yebra              | Gayolo              |
| Rosanna Walls           | Robertson           |
| Carolina Bona           | Lolita              |
| Paloma Cela             | Propietària del pis |
| José Luis López Vázquez | Guijarro            |
| Sr. Barragán            | ell mateix          |